# Lema de evitación de ideales primos
En álgebra, el lema de evitación de ideales primos dice que si {\displaystyle R} es un anillo, {\displaystyle J\subset R} un ideal y {\displaystyle I_{1},\dots ,I_{n}\subset R} ideales primos, tales que {\displaystyle J\not \subset I_{i}} para todo {\displaystyle i=1,\dots ,n}. Entonces existe {\displaystyle x\in J} tal que {\displaystyle x\notin I_{i}} para todo {\displaystyle i}.
Hay muchas variantes de este lema (cf. The Stacks project).